# Ришар, Анри
Жозе́ф Анри́ Риша́р (фр. Joseph Henri Richard, 29 февраля 1936, Монреаль — 6 марта 2020, Лаваль) — канадский профессиональный хоккеист, нападающий клуба НХЛ «Монреаль Канадиенс», рекордсмен по количеству побед в Кубке Стэнли среди игроков (11 раз). Входит в список 100 лучших игроков НХЛ по версии журнала The Hockey News, и 100 величайших игроков по версии НХЛ.

## Карьера

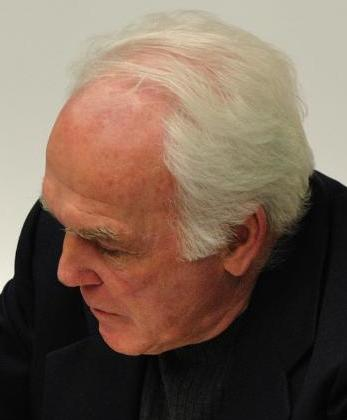
2011 год

К тому времени, когда Анри Ришар стал игроком «Монреаль Канадиенс», в составе «Канадцев» уже 13 лет играл его старший брат, успевший за это время стать звездой по меркам не только монреальского, но и всего североамериканского хоккея — Морис Ришар. Казалось, молодой форвард всю жизнь будет обречён на то, чтобы его сравнивали с знаменитым братом, даже прозвище Анри — «Карманная ракета» было производным от прозвища Мориса Ришара («Ракета»). Но Анри Ришар очень скоро доказал, что является в мире профессионального хоккея совершенно самостоятельной и самоценной величиной.
В 1953 году 17-летний Анри Ришар стал игроком молодёжного состава «Канадиенс», а в 1954 году тренером «Джуниор Канадиенс» стал только что закончивший карьеру хоккеиста Элмер Лак, до недавнего времени — партнёр Мориса Ришара по звёздной тройке «Монреаля» 40-х годов — «Ударному звену». Отдавая должное впечатляющей результативности Анри — за 2 сезона молодой центрфорвард набрал в общей сложности 175 очков по системе «гол+пас» — Элмер Лак, тем не менее, скептически относился к перспективам Ришара-младшего в НХЛ: сам игравший центрфорвардом, Лак был смущён достаточно скромными для центрального нападающего физическими данными Анри: 170 см и 73 кг. Когда Анри Ришар станет игроком «Канадиенс», он возьмёт себе номер 16 — тот самый, под которым выступал Элмер Лак, — и отыграет под ним в НХЛ 20 сезонов.
В 1955 году Анри Ришар был приглашён в тренировочный лагерь «Канадиенс», которых в межсезонье-1955 возглавил другой партнёр Мориса Ришара по «Ударному звену», Тоу Блэйк. По итогам тренировочного лагеря Тоу Блэйк доверил новобранцу место во втором звене «Хабс» вместе с 2 игроками, которым также впоследствии суждено было вписать своё имя в историю побед «Монреаля» — Берни Жеффрионом и Дикки Муром. Анри Ришар сполна оправдал возложенное на него доверие, набрав в регулярном сезоне 40 (19+21) очков, к которым добавились 8 (4+4) очков в играх плей-офф. Молодой центрфорвард, в первый раз в том сезоне принявший участие в Матче всех звёзд, помог своей команде завоевать Кубок Стэнли — первый из пяти кубков первой династии «Канадиенс».
За первым Кубком последовали ещё 10. В финалах 1966 и 1971 годов именно Анри Ришар забросил решающие шайбы, принёсшие «Канадиенс» победу в Кубке Стэнли. В 1971 году, после того, как завершил карьеру Жан Беливо, Анри Ришар стал капитаном «Монреаля». В 1974 году Анри Ришар, к тому времени сыгравший в НХЛ уже более 1000 матчей, был удостоен Билл Мастертон Трофи.
Карьеру игрока Анри Ришар завершил в 1975 году. За свою карьеру форвард набрал в 1256 матчах 1046 (358+688) очков — достижение, которое не покорилось его легендарному брату. В том же году «Канадиенс» вывели номер Анри Ришара из обращения. В 1979 году Анри Ришар стал членом Зала хоккейной славы. Дальнейшая жизнь Анри Ришара не была тесно связана с профессиональным хоккеем, но бывшему хоккеисту ещё не раз доводилось представлять «Монреаль Канадиенс» на различных общественных мероприятиях.
Умер 6 марта 2020 года.

## Достижения
- Обладатель Кубка Стэнли (11): 1956, 1957, 1958, 1959, 1960, 1965, 1966, 1968, 1969, 1971, 1973
- Обладатель Билл Мастертон Трофи: 1974
- Участник Матча всех звёзд (9): 1956, 1957, 1958, 1959, 1960, 1961, 1965, 1966, 1974
- Входит в зал хоккейной славы с 1979 года.
- Входит в список хоккеистов НХЛ, набравших 1000 и более очков, и в список хоккеистов НХЛ, сыгравших 1000 и более матчей.
- Номер 16, под которым играл Анри Ришар, выведен «Монреаль Канадиенс» из обращения 10 декабря 1975 года.